# NGC 349
NGC 349 est une galaxie lenticulaire située dans la constellation de la Baleine. NGC 349 a été découverte par l'astronome allemand Albert Marth en 1864.

## Caractéristiques
Sa vitesse par rapport au fond diffus cosmologique est de 5 677 ± 29 km/s, ce qui correspond à une distance de Hubble de 83,6 ± 5,9 Mpc (∼273 millions d'al).